# 杜家毫
杜 家毫（と かごう、ドゥー・ジアハオ、1955年7月 - ）は、中華人民共和国の政治家。現職は湖南省人民代表大会常務委員会主任。元中国共産党湖南省委員会書記、湖南省人民政府省長。中国共産党第15期、16期、17期全国人民代表大会代表。中国共産党第18期中央委員会候補委員。中国共産党第19期中央委員会委員。

## 略歴
1990年4月、上海市農場局党委委員、党政辦公室主任。
1992年3月、中共上海市松江県委副書記。
1993年1月、中共松江県委書記。
1998年7月、中共松江区委書記。
1998年10月、中共楊浦区委書記。
2003年2月、中共上海市委副秘書長、上海市人民政府党組成員、副秘書長。
2003年4月、中共上海市委副秘書長、上海市人民政府秘書長、市政府党組成員、辦公室主任。
2004年4月、中共上海市委常委、浦東新区区委書記。
2007年12月、中共黒竜江省省委常委、黒竜江省人民政府常務副省長。
2011年4月、中共黒竜江省委副書記。
2012年11月、第十八期中共中央候補委員。
2013年3月、中共湖南省委副書記。4月10日、湖南省人民政府副省長。5月31日、湖南省人民政府省長。
2016年8月、中国共産党湖南省委員会書記。
2017年1月、湖南省人大常委会主任。

## 人物
杜家毫と陳豪（中共雲南省党委書記）は2007年に習近平が上海市党委書記を務めた際の部下で、関係筋はロイターに「習氏は陳氏、杜氏と近い」と述べた。